# 체슬리 설런버거

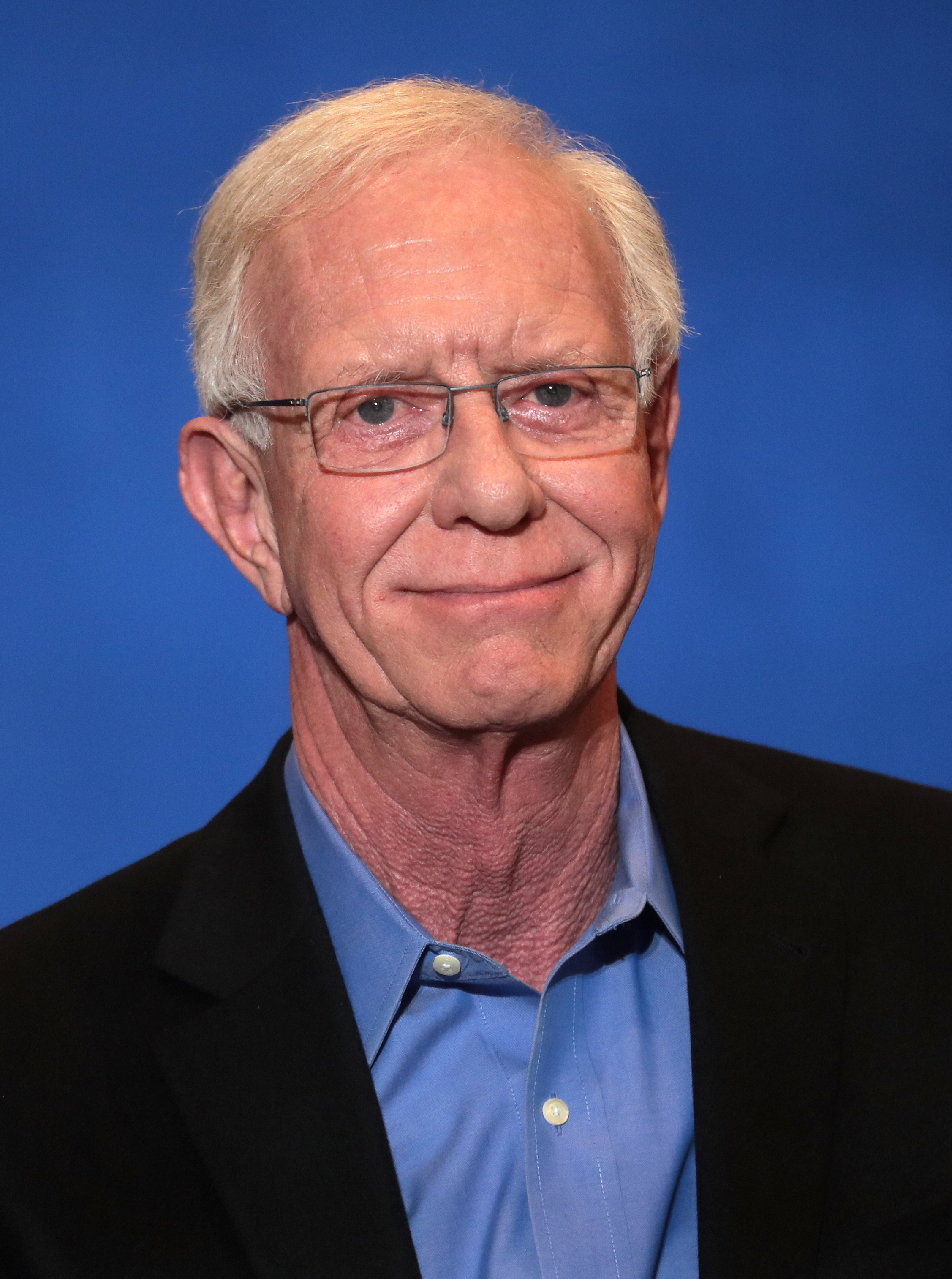
체슬리 설런버거

체슬리 버넷 설렌버거 3세(영어: Chesley Burnett Sullenberger III, 1951년 1월 23일 ~ )는 미국의 전 조종사다. 승객과 승무원 155명이 탄 US 항공 여객기 (US 에어웨이스 1549편)의 허드슨강 불시착을 성공시킨 기장으로 알려져 있다. 그는 항공 안전 분야의 전문가였으며, 항공 안전을 위한 새로운 계획안을 만드는데 기여했다. 2009년부터 2013년까지 제프리 스카일스(US 에워웨이스 1549편 불시착 사고의 부조종사)와 실험용항공기협회(EAA:Experimental Aircraft Association
)의 영 이글스(청소년 항공 입문 프로그램)의 공동회장으로 재직했다.
2010년 3월 3일 30년 간 몸담았던 US 에어웨이스에서 퇴직했다.
2021년 6월 15일 조 바이든 미국 대통령에 의해 ICAO 미국 대표로 지명됐다.